# Jake Eberts
Jake Eberts (Montreal, 10 de julho de 1941 — Montreal, 6 de setembro de 2012) foi um produtor cinematográfico e empresário canadense.